# Geotrupes
Genre
Geotrupes (les Géotrupes) est un genre d'insectes coléoptères de la famille des Geotrupidae, aujourd'hui surtout montagnards, prairiaux et forestiers, mais on peut supposer qu’aux époques préhistoriques, alors que de grands troupeaux d’herbivores sauvages circulaient et entretenaient de vastes réseaux de clairières et de zones humides pâturées, ils étaient plus nombreux et présents sur des milieux plus variés. 

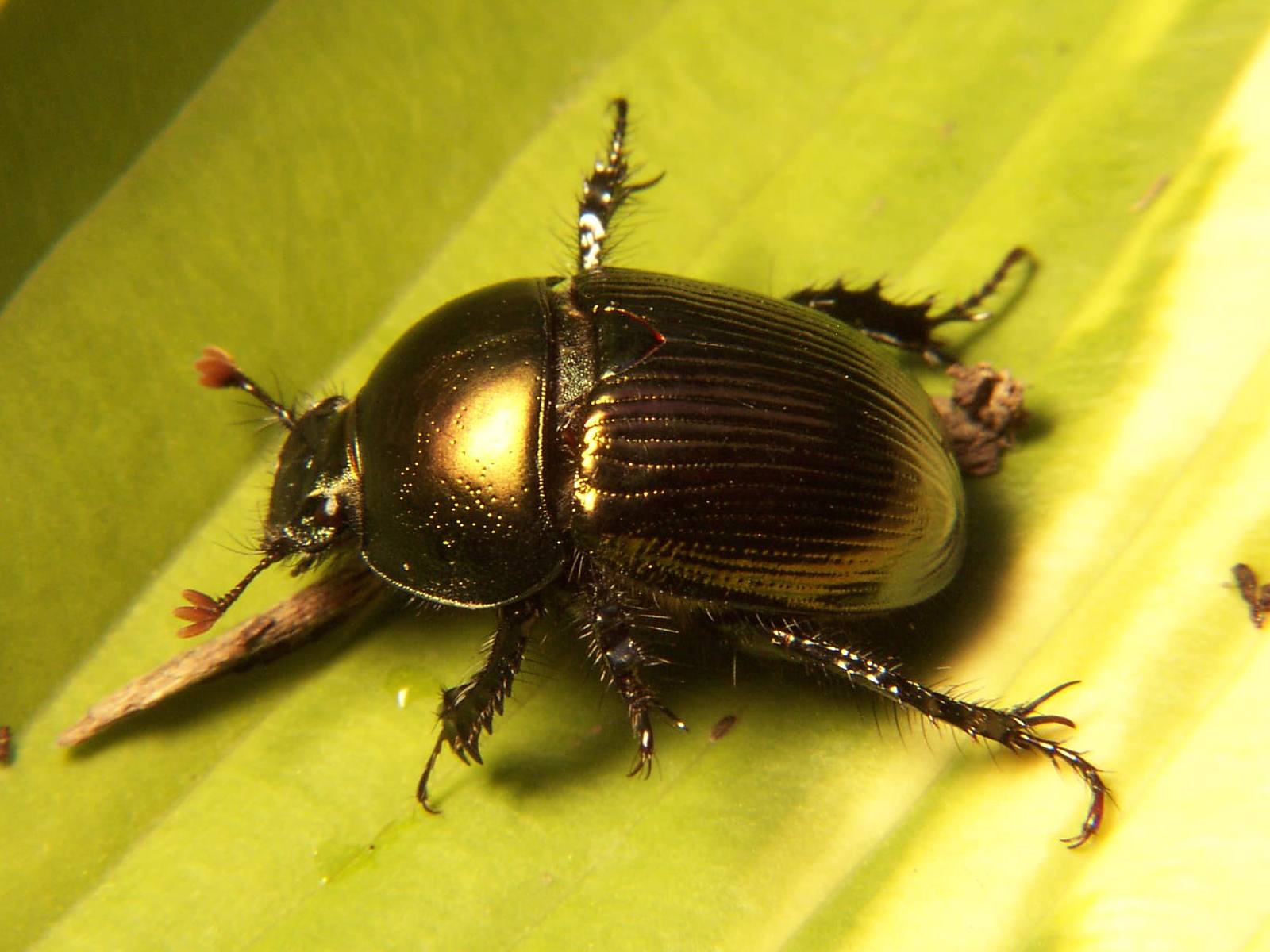
Geotrupes egeriei

Sur le continent eurasiatique, depuis les années 1960-1970, ils sont en forte régression dans les pâturages, probablement à cause de l'utilisation excessive des pesticides, du recul du bocage, des remembrements et de la fragmentation écopaysagère. On les trouve encore nombreux dans les massifs forestiers importants et riches en grands mammifères herbivores et parfois dans certaines landes, carrières. Ils semblent difficilement recoloniser les milieux d’où ils ont disparu, ce qui laisse supposer une mobilité réduite, bien que la plupart volent parfaitement (à l’aube et au crépuscule et l’été en général).
Ils sont détritivores et essentiellement coprophages, les plus connus étant les bousiers, d'une sous-famille dite de « géotrupes sans cornes ». Certaines espèces communiquent par stridulation.

## Liste des sous-genres
Selon ITIS (26 août 2014) :
- Geotrupes (Anoplotrupes) Jekel, 1865
- Geotrupes (Cnemotrupes) Jekel, 1865
- Geotrupes (Geohowdenius) Zunino, 1984
- Geotrupes (Geotrupes) Latreille, 1797
- Geotrupes (Megatrupes) Zunino, 1984

## Espèces rencontrées en Europe
À titre d'exemple :
- Geotrupes (Geotrupes) baicalicus Reitter, 1893.
- Geotrupes (Geotrupes) ibericus Baraud, 1958.
- Geotrupes (Geotrupes) mutator (Marsham, 1802).
- Geotrupes (Geotrupes) olgae Olsoufjev, 1918.
- Geotrupes (Geotrupes) spiniger Marsham, 1802
- Geotrupes (Geotrupes) stercorarius (Linnaeus, 1758).
- Geotrupes (Stereopyge) douei Gory, 1841.

## Liste d'espèces
Selon Catalogue of Life (26 août 2014) :
- Geotrupes amoenus
- Geotrupes baicalicus
- Geotrupes corinthius
- Geotrupes douei
- Geotrupes folwarcznyi
- Geotrupes genestieri
- Geotrupes ibericus
- Geotrupes jakovlevi
- Geotrupes kashmirensis
- Geotrupes lenardoi
- Geotrupes meridionalis
- Geotrupes mutator
- Geotrupes olgae
- Geotrupes spiniger
- Geotrupes stercorarius
- Geotrupes thoracinus

Selon NCBI (13 octobre 2021) :
- Geotrupes balyi
- Geotrupes hornii
- Geotrupes ibericus
- Geotrupes mutator
- Geotrupes semiopacus
- Geotrupes spiniger
- Geotrupes stercorarius

Selon Paleobiology Database (26 août 2014) :
- Geotrupes atavus
- Geotrupes germari
- Geotrupes jiaoyanshanense
- Geotrupes messelensis
- Geotrupes rottensis
- Geotrupes vetustus